# 暗行御史
暗行御史（あんこうぎょし、アメンオサ、암행어사）は、李氏朝鮮において、地方官の監察を秘密裏に行った国王直属の官吏である。正規の地方官吏を監視する役目であり、国王の権力を強化するために設置されたが、政争に利用されることもあった。史書に初めてこの語が現れるのは1555年（明宗5年、明:嘉靖34年）であるが、実質的に最初の暗行御史は1509年（中宗4年、明:正徳4年）であったと見られる。高宗時代の1892年まで存在した。繡衣使道（スウィサド、수의사또）とも称する。

## 概要
全国地方行政の監察は本来司憲府の任務だが交通と通信手段の不便によって地方官の悪政を徹底的に摘発するのは容易ではなかった。そこで国王が秘密裏に特使を任命するようになったのが暗行御史である。主に堂下官（（ko）を参照。）、堂上に上がり、国政へ参与することを許されない中層以下の官吏。堂上官（ko）を参照。）の中から国王が随意に任命する。
任命されると「封書」（任命書）、「事目」（任務と派遣地域を指示する文書）、「馬牌」（（ko）を参照。）、駅站で駅卒と駅馬を徴発するための札）、「鍮尺」（真鍮の定規で、地方官庁の度量衡が正確であるかどうかを判定するための基準として用いる）を使者を通じて自宅まで伝達、直ちに出発を命じられる。「封書」の表面には「到南大門外開坼」または「到東大門外開坼」と記されており、それぞれ南大門、東大門の門外へ出たあとでなければ開封を許されなかった。派遣地域に到着すると、変装して地域の実情を内偵したあと、地方官庁に入って公文書と倉庫を検査する。これを「出道」といい、このとき随行する駅卒は「暗行御史の出道だ！」と叫ぶ。冤罪事件があれば再審して解決し、官吏の不正が発見されれば「封庫」（倉庫を封印する）、「罷黜」（免職）の措置を執る。復命の際には国王に「書啓（繡啓とも）」（報告書）と「別単」（附属文書）を提出する。
時代劇で美化されているが、実際は経費のほとんどを自ら調達しなければならず、険しい旅程、寒さ、野山の獣の危険の中で身分がばれるのを避けつつ衣食住の問題を解決することを要した上に門前払いに遭うのが常で悲惨だったことが明らかになっている。正規の官吏の無責任さや「顔面黛、鬢結霰、髯懸氷、腹梗口呿、死外無策（顔が青黒くなり、耳元の髪には霰が付き、髭は凍って、腹が固くなり口がぽっかり開いて、死ぬよりほかに打つ手がなかった）」との記録が残っている。